# 奎德林堡車站
奎德林堡車站（德語：Bahnhof Quedlinburg）是德國薩克森-安哈特州城鎮奎德林堡的主要鐵路車站，建於1862年。奎德林堡車站為一座哥德復興式建築，大廳內部有彩色玻璃窗。

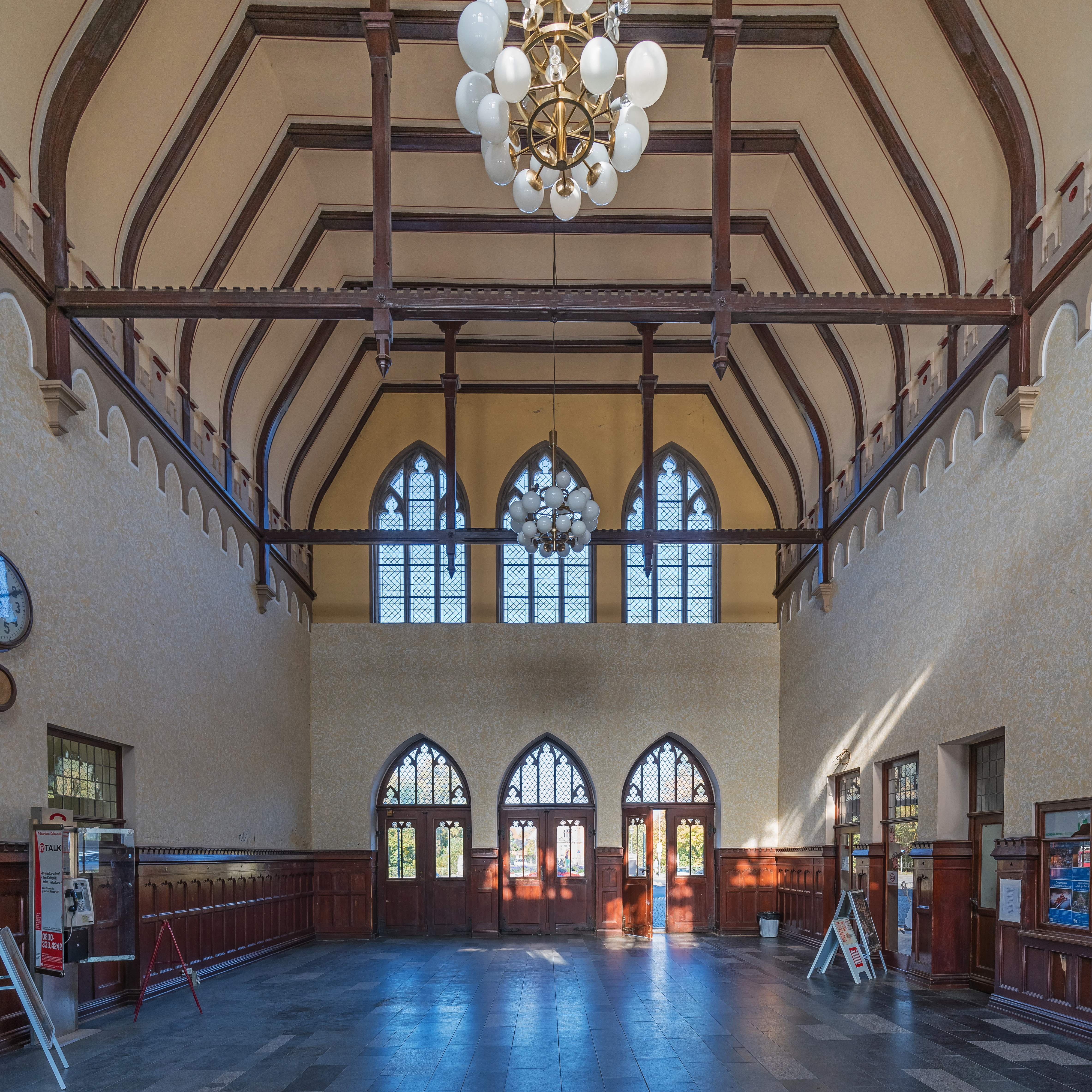
車站大廳
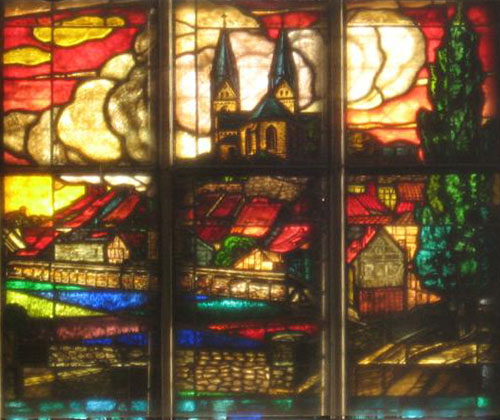
彩色玻璃窗特寫
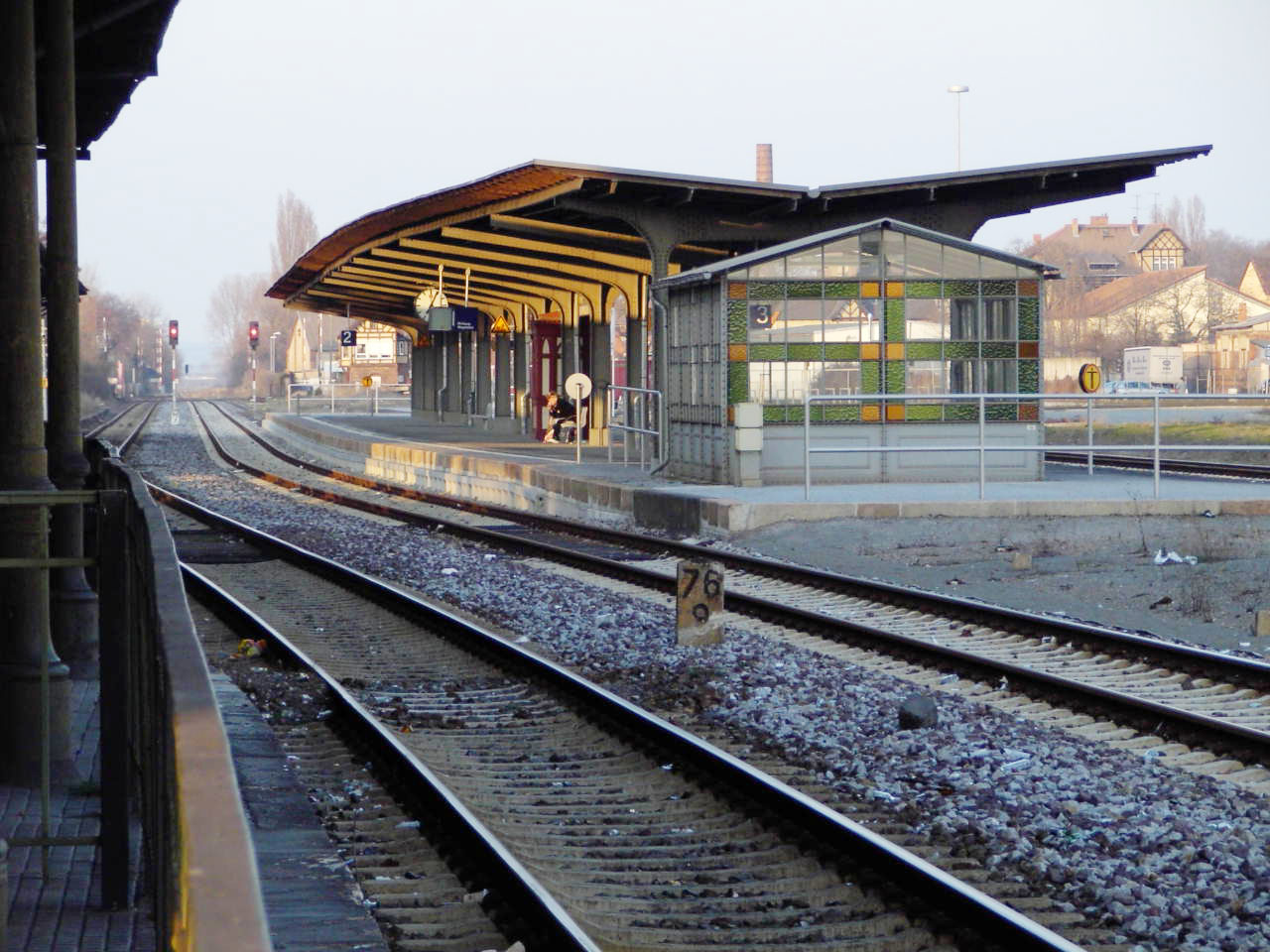
月台